# Changyuraptor yangi
Changyuraptor yangi ("ladrón  de plumas largas de Yang Yandong") es la única especie conocida del género extinto Changyuraptor dinosaurio terópodo dromeosáurido que fue descubierto en depósitos del Cretácico Inferior en Jehol, en China. Pertenece al grupo de dromeosáuridos conocido como Microraptorinae, los cuales se distinguen por poseer largas plumas en patas y brazos, formando cuatro alas. Changyuraptor yangi es uno de los mayores microrraptorinos conocidos.

## Descripción
Análisis del fósil en la Universidad de El Cabo en Sudáfrica revelaron que el espécimen era un adulto completamente desarrollado, de aproximadamente 1.3 metros de longitud y un peso estimado en 4.1 kilogramos, aproximadamente el tamaño de un pavo doméstico. Estas dimensiones hacen que Changyuraptor sea el mayor microrraptorino conocido y excede a los especímenes anteriormente conocidos por al menos el 60% de su tamaño.
Como otros microrraptorinos, Changyuraptor tenía plumas por todo su cuerpo, incluyendo sus brazos y patas lo cual le daba la apariencia de tener dos pares de alas. La presencia de plumas alargadas en sus cuatro miembros también sugiere que este dinosaurio debió tener alguna capacidad de planeo.
La cola de este dinosaurio es larga y poseía grandes plumas, cada una de las cuales alcanzaba los 30 centímetros de longitud, llegando a formar aproximadamente el 30% de la longitud corporal del esqueleto del animal, lo cual constituye una nueva marca para la longitud de las plumas en los dinosaurios no avianos. Se cree que las alargadas plumas caudales le ayudaban al dinosaurio a tener aterrizajes más suaves y seguros. Estas pudieron haber controlado el lanzamiento, lo cual sería útil a un animal más pesado, que hubiera alcanzado una mayor velocidad de planeo.
Aunque las plumas alargadas en las extremidades inferiores estaban presentes en muchas aves primitivas, tales como Archaeopteryx, la morfología de los microrraptorinos sugiere un modelo aerodinámico diferente al de las aves modernas, las cuales generalmente poseen patas sin plumas y muestran un vuelo estable usando solo dos alas.

## Descubrimiento e investigación
El fósil holotipo HG B016, fue descubierto por campesinos cerca de Xijianchang en depósitos que datan del Cretácico Inferior en la Formación Yixian de la Biota de Jehol, localizada en la provincia de Liaoning en China. Desde 2012 este fue estudiado por un equipo internacional de científicos liderado por el dr. Luis Chiappe, director del Dinosaur Institute del Museo de Historia Natural del Condado de Los Ángeles. El holotipo consiste de un esqueleto casi completo con cráneo, comprimidos en una losa con su contracara. Muestra varios restos de tejidos, principalmente plumas penáceas.
La Biota de Jehol incluye a los más ricos yacimientos fósiles de dinosaurios emplumados en el mundo, y ha producido especies tan notables como Yutyrannus huali, un tiranosauroide emplumado de unos 9 metros de longitud, que es el dinosaurio emplumado más grande conocido.

### Etimología
El nombre del género de este dinosaurio combina las palabras en mandarín para "pluma larga", chang yu, con el latín raptor, "ladrón", "rapaz". El nombre de la especie es en homenaje del investigador Yang Yandong.

## Paleoecología
Se piensa que Changyuraptor existió junto a una gran variedad de dinosaurios herbívoros y depredadores de la Biota de Jehol, incluyendo a Yutyrannus, en bosques húmedos templados, consistentes principalmente de gingkos y coníferas, con veranos secos y cálidos e inviernos gélidos. Microraptor, un dinosaurio del tamaño de un cuervo, de aproximadamente 1 kilogramo de peso, fue el primero de los microrraptorinos en ser descrito, en 2003. Este compartía, junto con otras especies como Anchiornis y Xiaotingia, largas extremidades emplumadas y alargadas colas óseas con plumas grandes. Esto llevó a los expertos a hipotetizar que la miniaturización fue un paso evolutivo esencial para permitir el vuelo. El tamaño y peso de Changyuraptor contradice esta hipótesis. Changyuraptor y otros microrraptorinos se añaden a la evidencia de que los dinosaurios desarrollaron un conjunto de características de comportamiento y morfología tales como las plumas, los huesos huecos, la anidación y posiblemente el vuelo, antes de que estos evolucionaran en las aves.